# Ferenczi Ferenc
Ferenczi Ferenc (19. század) magyar színész és súgó.
1843-ban a Nemzeti Színház kardalnoka volt.

## Munkái
- Emlény. Játékszini Zsebkönyv 1841-re. Szabad kir. Győr városa lelkes fiainak és leányinak. Győr. (Botos Józseffel együtt; végén: Havi Mihály, magyar szinész, költ.)
- Hála-füzér. Játékszini zsebkönyv, melyet a magyar játékszin pártfogóinak ajánl. Győr, 1842.